# 영구와 땡칠이
《영구와 땡칠이》(Yong-Gu And Daeng Chiri)는 대한민국에서 제작된 남기남 감독의 1989년 코미디, 가족, 모험 영화이다. 심형래 등이 주연으로 출연하였고 안현식 등이 제작에 참여하였다.

## 출연

### 주연
- 심형래 - 영구 역

### 조연
- 김학래 - 늑대 역 (성우 - 유강진)
- 박승대 - 프랑켄슈타인 역
- 박동룡 - 드라큐라 역
- 김하림 - 영구 아빠 역
- 주상호 - 혹부리 역
- 박종설 - 훈장 역
- 이수연 - 영구 엄마 역
- 유은진 - 구미호 역
- 장동일 - 스님 역 (성우 - 김환진)
- 정태우 - 꼬마 강시 역
- 전나연 - 옥분 역

## 기타
- 제작부장: 허강식
- 촬영부: 박경원
- 촬영부: 이규민
- 촬영부: 허봉완
- 조명: 강광호
- 조명부: 김양현
- 조명부: 민덕기
- 조명부: 김태인
- 조명부: 민덕기
- 조명부: 조영철
- 연출부: 김동준
- 연출부: 김현미
- 조감독: 고진아
- 녹음: 김병수
- 녹음: 이성근
- 미술: 김유준
- 소품: 이원우
- 특수효과: 김득용
- 특수효과: 왕룡
- 분장: 송일근
- 무술감독: 왕룡
- 협찬: 엠티엠
- 효과: 양대호